# Thoughts of a Predicate Felon
Thoughts of a Predicate Felon – debiutancki album amerykańskiego rapera Tony’ego Yayo – członka G-Unit. Album zadebiutował na 2. miejscu notowania Billboard 200, i sprzedano około 250.000 egzemplarzy w pierwszym tygodniu.
Album był promowany singlem So Seductive, który następnie stał się hitem. Album został wydany 30 sierpnia 2005 r. Utwór Love My Style ("Kochasz mój styl") zawiera sample z utworu Toxic, piosenkarki Britney Spears.

## Lista utworów
Informacje według Discogs:
| Nr | Tytuł                      | Goście                        | Producent(ci)                  | Czas |
| -- | -------------------------- | ----------------------------- | ------------------------------ | ---- |
| 1  | "Intro"                    |                               |                                | 1:14 |
| 2  | "Homicide"                 |                               | Domingo                        | 3:38 |
| 3  | "It Is What It Is"         | Spider Loc                    | Sebb, Eminem                   | 5:01 |
| 4  | "Tattle Teller"            |                               | Black Jeruz & Sha Money XL     | 4:17 |
| 5  | "So Seductive"             | 50 Cent                       | Punch                          | 3:30 |
| 6  | "Eastside Westside"        |                               | Focus...                       | 2:47 |
| 7  | "Drama Setter"             | Eminem & Obie Trice           | Eminem, Jeff Bass & Luis Resto | 5:04 |
| 8  | "We Don't Give a Fuck"     | 50 Cent, Lloyd Banks & Olivia | Jonathan "J.R." Rotem          | 3:41 |
| 9  | "Pimpin'"                  |                               | LT Moe                         | 3:06 |
| 10 | "Curious"                  | Joe                           | Sam Sneed                      | 3:23 |
| 11 | "I'm So High"              | Kokane                        | DJ Khalil                      | 3:25 |
| 12 | "Love My Style"            |                               | Megahertz                      | 4:08 |
| 13 | "Project Princess"         | Jagged Edge                   | Focus...                       | 3:50 |
| 14 | "G-Shit"                   |                               | Ron Browz                      | 3:45 |
| 15 | "I Know You Don’t Love Me" |                               | Studio 44                      | 3:55 |
| 16 | "Dear Suzie"               |                               | Havoc                          | 3:08 |
| 17 | "Live by the Gun"          |                               | Focus...                       | 2:57 |